# سیارک ۲۲۱۱۴۹
سیارک ۲۲۱۱۴۹ (به انگلیسی: 221149 Cindyfoote، نامگذاری:2005TG61)۲۲۱۱۴۹مین سیارک کشف شده‌است که در ۰۳ اکتبر ۲۰۰۵ کشف شد.